# 東大井
東大井（ひがしおおい）は、東京都品川区の地名。現行行政地名は東大井一丁目から東大井六丁目。住居表示実施済区域。

## 地理

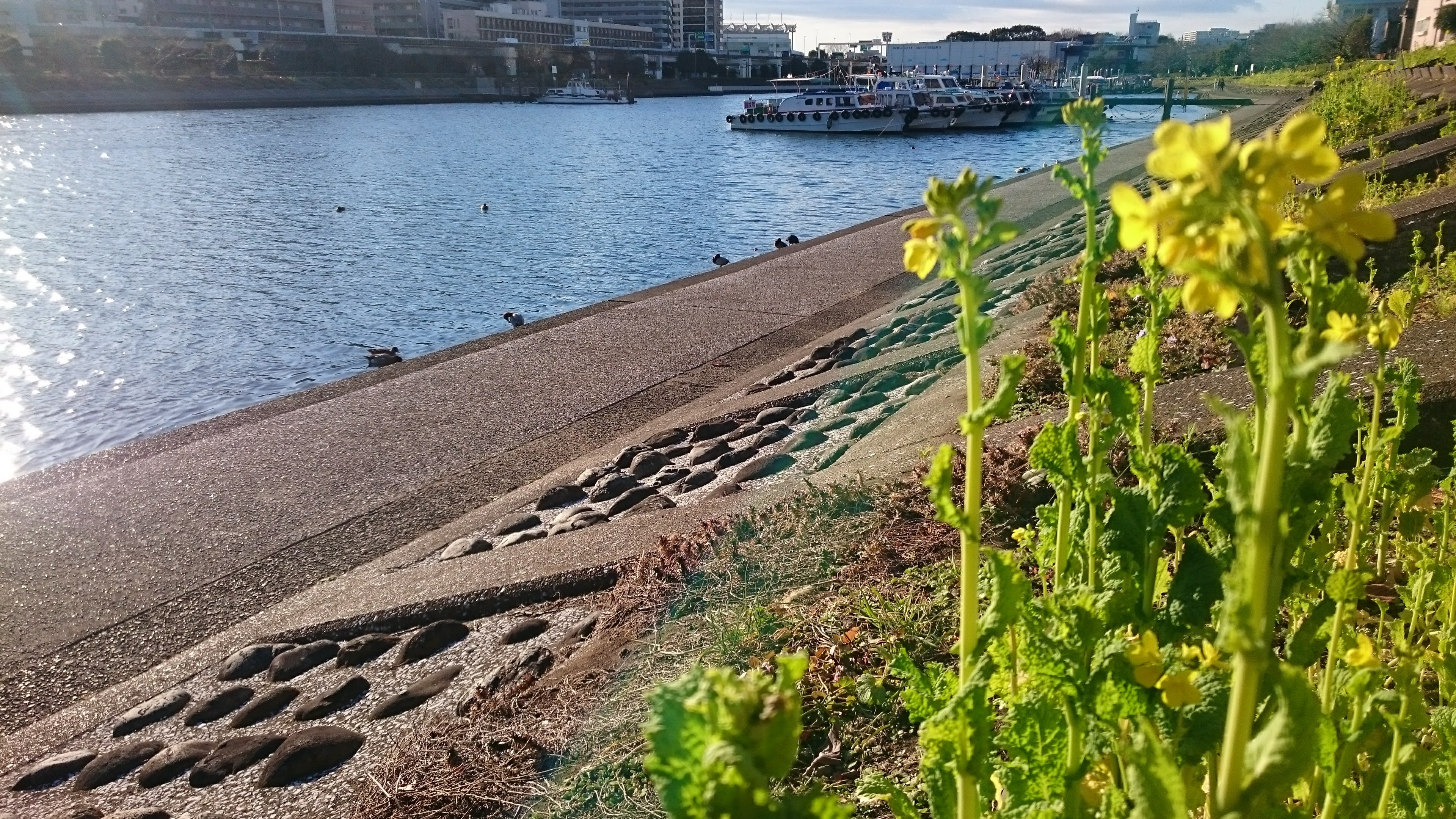
勝島運河

品川区の南東部に位置する。北辺は東京都道420号鮫洲大山線に接し、これを境に南品川・東品川にそれぞれ接する。東辺は京浜運河に接し、これを境に八潮に接する。南東は勝島運河に接し、これを境に勝島に接する。南辺は立会川に接し、これを境に南大井に接する。西辺はJR東海道本線などの線路に接し、これを境に広町・大井にそれぞれ接する（いずれの地名も品川区）。
地内中央付近を南北に第一京浜が、東部の東大井一丁目付近を南北に海岸通り、首都高速1号羽田線が通っている。五丁目内には池上通りが通っている。
また、京急本線が第一京浜と並行して走っており、鮫洲駅と立会川駅が設置されている。両駅付近には旧東海道が通っている。また、北西端にはJR東日本・東急電鉄大井町駅が設置されている。
東部の京浜運河・勝島運河沿い（東大井一丁目と二丁目付近）には、工業用地として倉庫や諸施設などが見られる。北西部の東大井五丁目は大井町駅の東口に当たり、駅前には各種商店やビルなどが多く、大井町駅周辺は品川区でも有数の商業地となっている。その他の地域は主に住宅地となっている。

### 地価
住宅地の地価は、2025年（令和7年）1月1日の公示地価によれば、東大井2-25-10の地点で81万円/m2となっている。

## 歴史

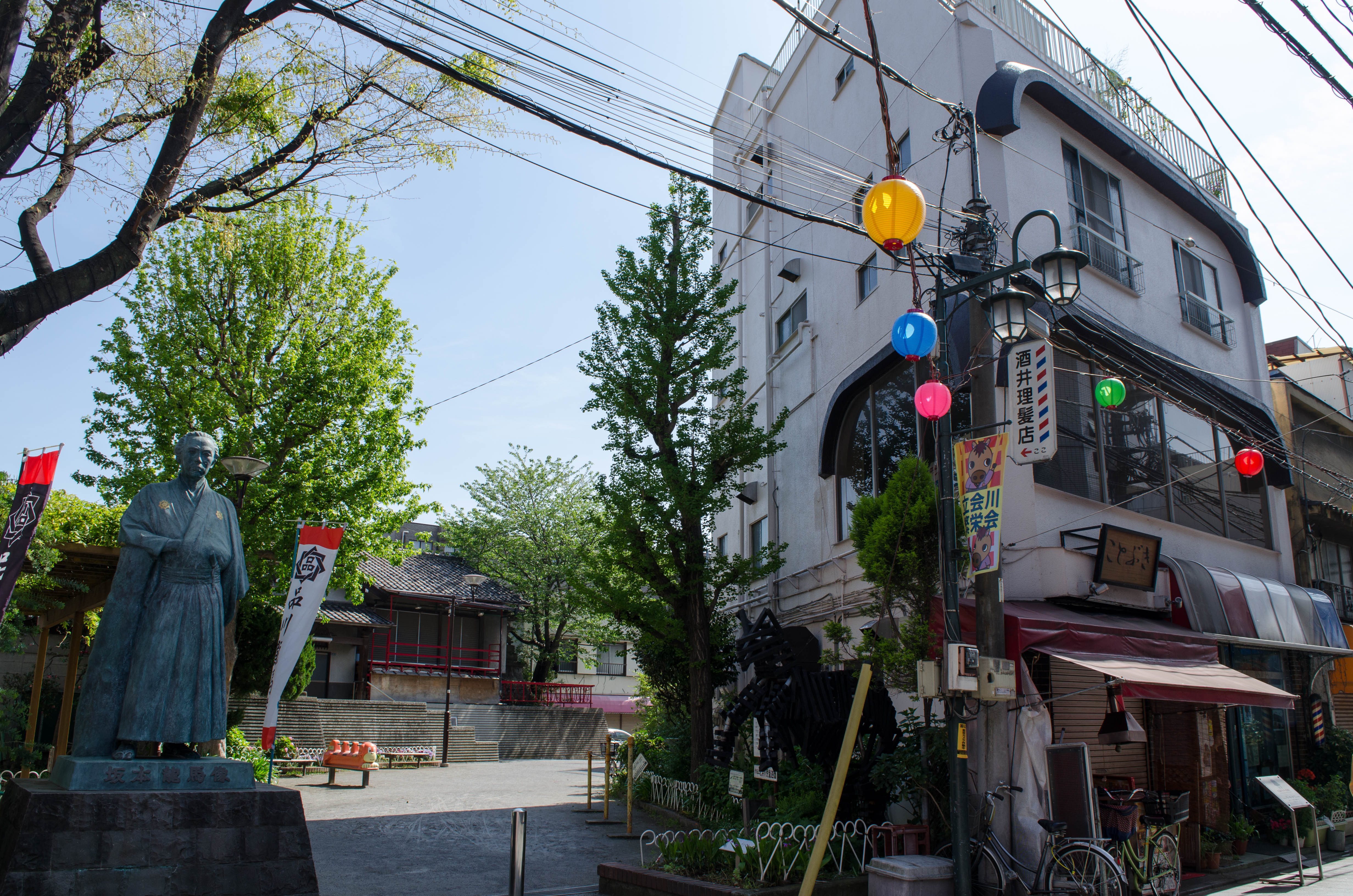
立会川駅前商店街と龍馬像

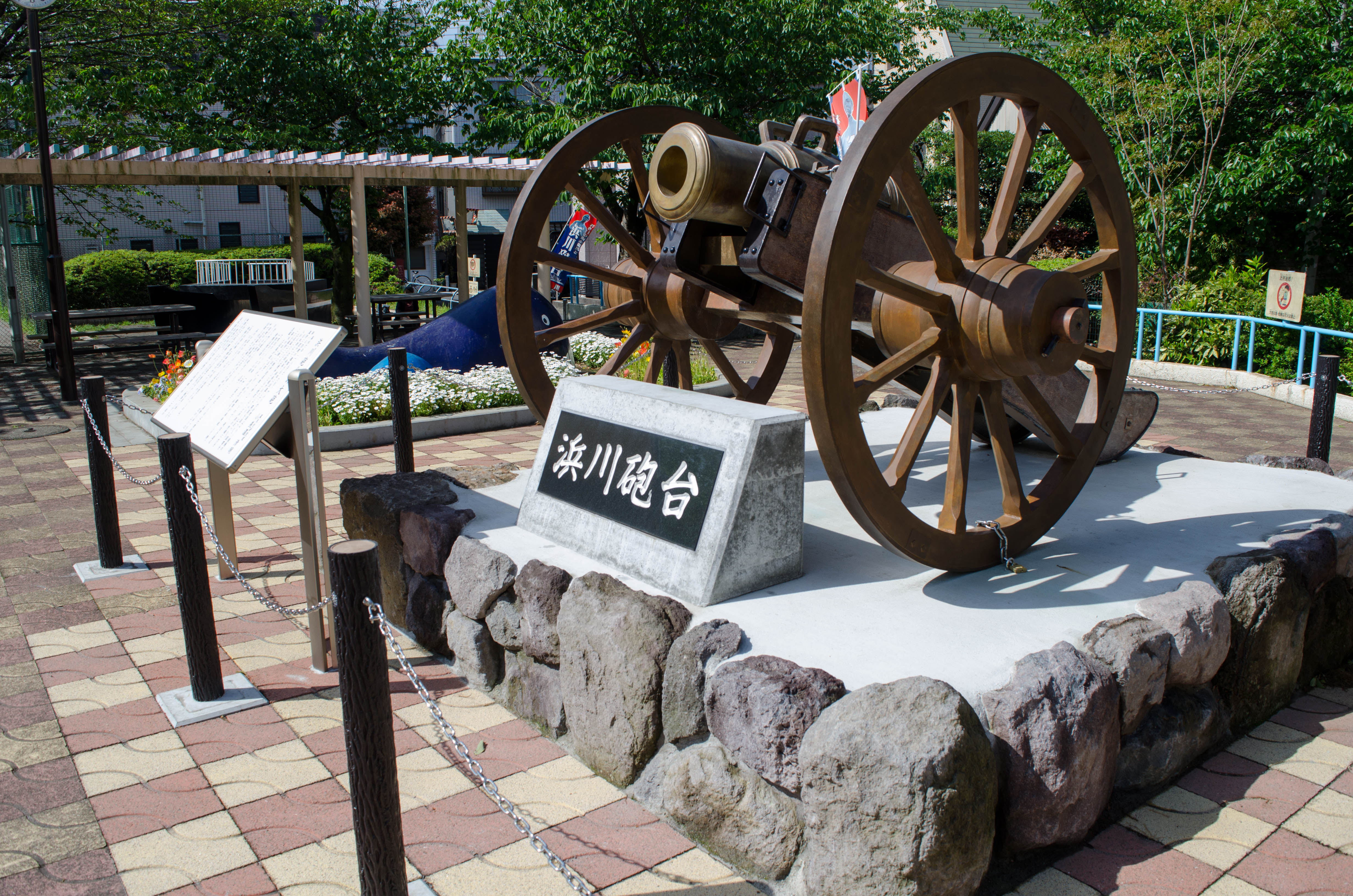
復元された浜川砲台の大砲

江戸時代、現在の品川区立浜川中学校（東大井三丁目）の辺りに土佐藩の下屋敷があった。幕末の1853年にマシュー・ペリー率いるアメリカ艦隊（黒船）が浦賀に来航したため、幕府は土佐藩を含む各地の大名に対して警備命令を出し、当地にも土佐藩管轄の浜川砲台が設置された。砲台の存在は近年まで明らかではなかったが、2004年、勝島運河付近の宅地造成工事の際に発見された。
黒船来航時に坂本龍馬が土佐藩から沿岸警備の命令を受けて当地に着任していたと伝えられていることから、浜川砲台跡地発見後に龍馬の故郷である高知県から龍馬の立像が贈られ、立会川駅前（東大井二丁目）に設置された。2015年11月には、浜川砲台の大砲が勝島運河に近い新浜川公園（東大井二丁目）に実物大で復元された。
江戸時代には土佐藩の下屋敷の他にも現在の東大井四丁目に仙台藩と越前鯖江藩の下屋敷が、東大井六丁目に薩摩藩の抱屋敷があった。仙台藩の下屋敷（現在の仙台坂トンネルの南側）では藩士のために仙台味噌が生産され、2017年現在も下屋敷跡の「仙台味噌醸造所」で生産・販売が行われている。

### 住居表示実施前後の町名の変遷
| 実施後       | 実施前                                                       |
| ------------ | ------------------------------------------------------------ |
| 東大井一丁目 | 大井鮫洲町の大部分、大井林町の一部                           |
| 東大井二丁目 | 大井鮫洲町の一部、大井元芝町の一部、大井北浜川町の東半分     |
| 東大井三丁目 | 大井元芝町の大部分、大井北浜川町の西半分、大井関ガ原町の一部 |
| 東大井四丁目 | 大井林町の大部分                                             |
| 東大井五丁目 | 大井立会町の大部分                                           |
| 東大井六丁目 | 大井関ガ原町の大部分                                         |

## 世帯数と人口
2023年（令和5年）1月1日現在（東京都発表）の世帯数と人口は以下の通りである。
| 丁目         | 世帯数     | 人口     |
| ------------ | ---------- | -------- |
| 東大井一丁目 | 3,061世帯  | 6,231人  |
| 東大井二丁目 | 2,520世帯  | 4,252人  |
| 東大井三丁目 | 2,778世帯  | 4,681人  |
| 東大井四丁目 | 1,292世帯  | 2,469人  |
| 東大井五丁目 | 2,394世帯  | 4,027人  |
| 東大井六丁目 | 1,020世帯  | 1,669人  |
| 計           | 13,065世帯 | 23,329人 |

### 人口の変遷
国勢調査による人口の推移。
| 年                 | 人口   |
| ------------------ | ------ |
| 1995年（平成7年）  | 16,922 |
| 2000年（平成12年） | 16,985 |
| 2005年（平成17年） | 19,217 |
| 2010年（平成22年） | 20,695 |
| 2015年（平成27年） | 22,938 |
| 2020年（令和2年）  | 24,282 |

### 世帯数の変遷
国勢調査による世帯数の推移。
| 年                 | 世帯数 |
| ------------------ | ------ |
| 1995年（平成7年）  | 8,204  |
| 2000年（平成12年） | 8,801  |
| 2005年（平成17年） | 10,213 |
| 2010年（平成22年） | 11,361 |
| 2015年（平成27年） | 12,836 |
| 2020年（令和2年）  | 13,642 |

## 学区
区立小・中学校に通う場合、学区は以下の通りとなる（2020年4月時点）。
| 丁目         | 番地     | 小学校             | 中学校             |
| ------------ | -------- | ------------------ | ------------------ |
| 東大井一丁目 | 全域     | 品川区立鮫浜小学校 | 品川区立浜川中学校 |
| 東大井二丁目 | 全域     | 品川区立鮫浜小学校 | 品川区立浜川中学校 |
| 東大井三丁目 | 18〜29番 | 品川区立浜川小学校 | 品川区立浜川中学校 |
| 東大井三丁目 | その他   | 品川区立立会小学校 | 品川区立浜川中学校 |
| 東大井四丁目 | 全域     | 品川区立立会小学校 | 品川区立浜川中学校 |
| 東大井五丁目 | 全域     | 品川区立立会小学校 | 品川区立浜川中学校 |
| 東大井六丁目 | 1〜11番  | 品川区立立会小学校 | 品川区立浜川中学校 |
| 東大井六丁目 | その他   | 品川区立浜川小学校 | 品川区立浜川中学校 |

## 交通
北西端の五丁目北端に京浜東北線・東急大井町線・りんかい線の大井町駅が挙げられる。北東部の一丁目には京急本線鮫洲駅があり、北端に隣接してりんかい線品川シーサイド駅がある（所在地は東品川四丁目）。また、南東端付近の二丁目に京急本線の立会川駅がある。他に、地域東部の一丁目付近では品川駅からのバス路線の利用もある。

## 事業所
2021年（令和3年）現在の経済センサス調査による事業所数と従業員数は以下の通りである。
| 丁目         | 事業所数    | 従業員数 |
| ------------ | ----------- | -------- |
| 東大井一丁目 | 179事業所   | 2,745人  |
| 東大井二丁目 | 196事業所   | 2,436人  |
| 東大井三丁目 | 106事業所   | 761人    |
| 東大井四丁目 | 54事業所    | 465人    |
| 東大井五丁目 | 448事業所   | 5,261人  |
| 東大井六丁目 | 88事業所    | 1,685人  |
| 計           | 1,071事業所 | 13,353人 |

### 事業者数の変遷
経済センサスによる事業所数の推移。
| 年                 | 事業者数 |
| ------------------ | -------- |
| 2016年（平成28年） | 1,088    |
| 2021年（令和3年）  | 1,071    |

### 従業員数の変遷
経済センサスによる従業員数の推移。
| 年                 | 従業員数 |
| ------------------ | -------- |
| 2016年（平成28年） | 11,166   |
| 2021年（令和3年）  | 13,353   |

## 施設

### 東大井一丁目
- 産業技術大学院大学
- 東京都立産業技術高等専門学校品川キャンパス
- 警視庁鮫洲運転免許試験場
- 国土交通省関東運輸局東京運輸支局
- 加藤製作所本社
- 日本品質保証機構関東機械試験所
- 東京都下水道局鮫洲ポンブ所
- 品川区立鮫洲公園・鮫洲総合運動公園
- 鮫洲八幡神社

### 東大井二丁目
- 品川区立鮫浜小学校
- 嶺雲寺

### 東大井三丁目
- 大井消防署
- 品川区立東大井公園
- 品川区立浜川中学校
- 来福寺

### 東大井四丁目
- 品川区立大井公園
- 品川区立立会小学校
- 仙台味噌醸造所
- 山内容堂墓所

### 東大井五丁目
- 品川郵便局

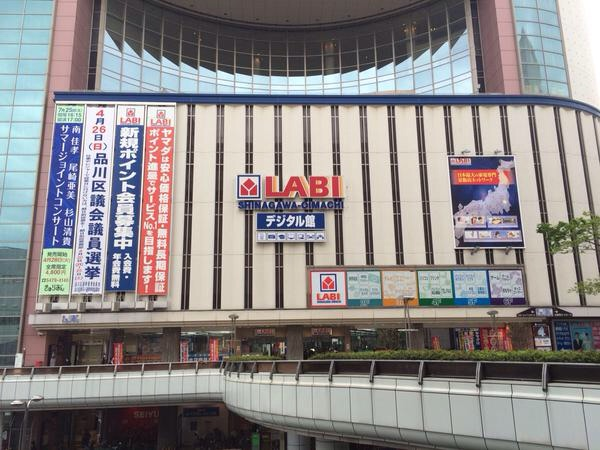
品川区総合区民会館「きゅりあん」（2015年3月）

- LABI品川大井町店・品川区立総合区民会館「きゅりあん」（LABIと同建物）
- 西友大井町店
- 三菱鉛筆本社
- 三愛オブリ大井オフィス
- 東小路、平和小路、すずらん通り

### 東大井六丁目
- 東京品川病院
- 佐藤製薬品川開発センター

## その他

### 日本郵便
- 郵便番号 : 140-0011[3]（集配局 : 品川郵便局[21]）。